# نگارخانه آثار استادان قدیمی

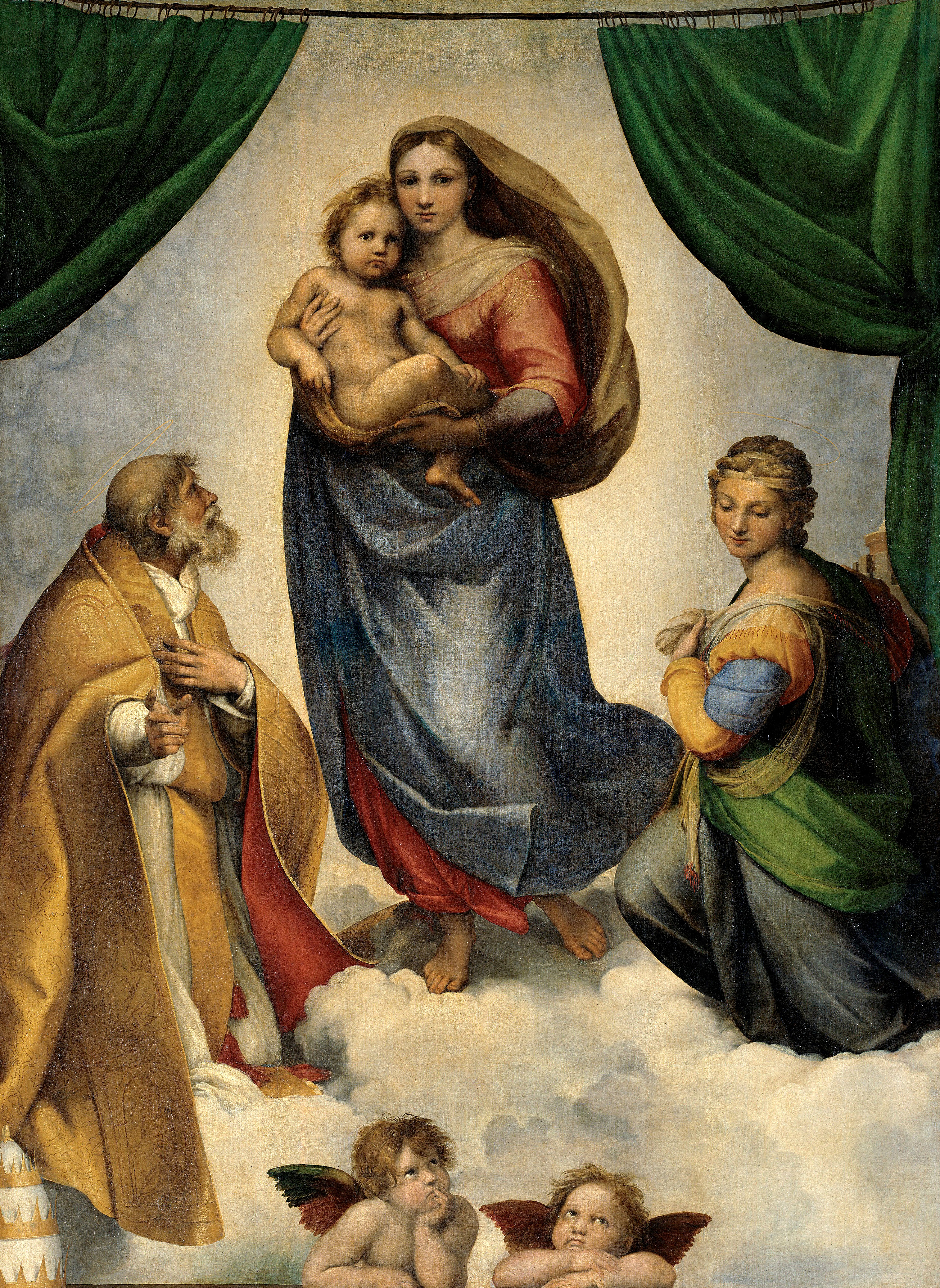
مدونا سیستین، اثر: رافائل

گالری آثار استادان قدیمی (به آلمانی: Gemäldegalerie Alte Meister) در درسدن، آلمان، حدود ۷۵۰ نقاشی از قرن ۱۵ تا ۱۸ میلادی را به نمایش می‌گذارد. این شامل آثار بزرگ رنسانس ایتالیا و همچنین نقاشی‌های هلندی و فلاندری است. آثار برجستهٔ نقاشان آلمانی، فرانسوی و اسپانیایی آن دوره نیز از جاذبه‌های این گالری است.
استادان قدیمی بخشی از مجموعه‌های هنری ایالت درسدن هستند. این مجموعه در گالری سمپر، شعبۀ گالری تسوینگر قرار دارد.

## تاریخچه

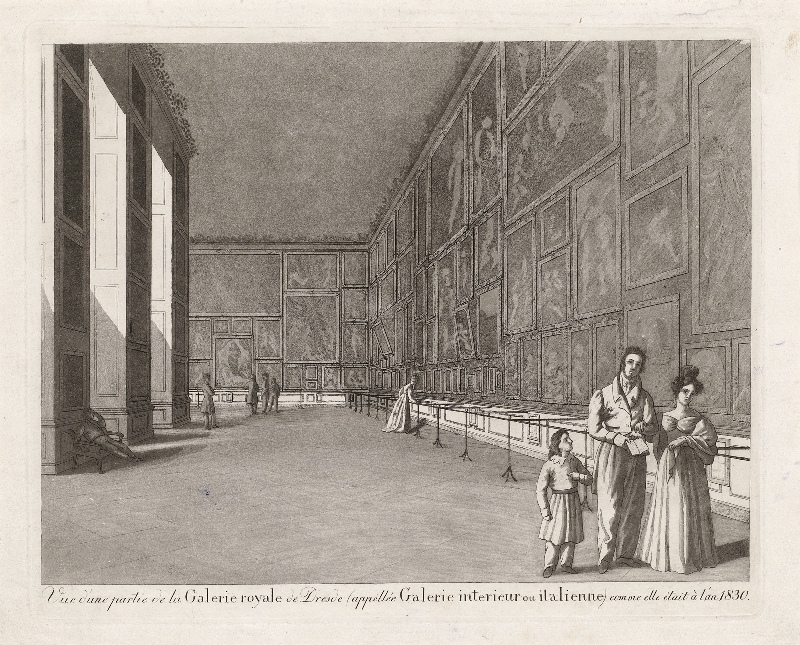
نمای داخلی مجموعهٔ نقاشی سلطنتی در حدود سال ۱۸۳۰ میلادی

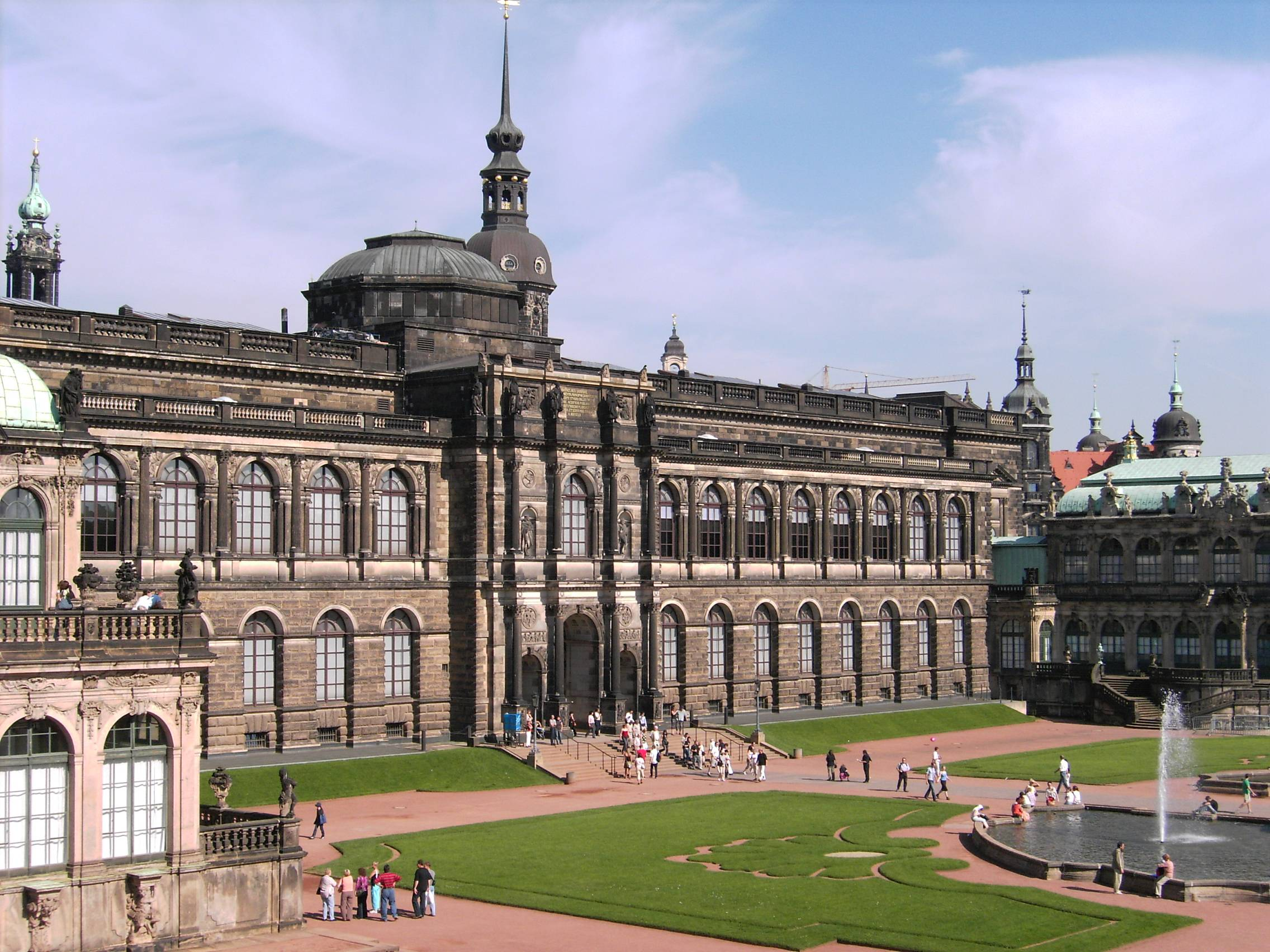
گالری سمپر که سراهای گالری آثار از حیاط تسوینگر قابل مشاهده است

هنگامی که اتاق هنر انتخاب‌گران ساکسونی در درسدن توسط آگوستوس، انتخاب‌گر ساکسونی در سال ۱۵۶۰ میلادی تأسیس شد، نقاشی‌ها تابع آثار کلکسیونرهای علوم، سایر آثار هنری و کنجکاوی بودند. در آغاز قرن هجدهم میلادی بود که آگوستوس دوم نیرومند و پسرش فردریک آگوستوس دوم شروع به جمع‌آوری سیستماتیک نقاشی‌ها کردند. در مدت کمتر از ۶۰ سال، این دو انتخاب‌گرِ هنردوست ساکسونی که پادشاهان لهستان نیز بودند، مجموعه‌ها را به میزان قابل توجهی گسترش دادند. در سال ۱۷۴۵ میلادی، ۱۰۰ قطعه از بهترین مجموعه متعلق به دوک مودنا (فرانچسکو سوم) خریداری شد و سال بعد به درسدن رسید.
از آنجایی که مجموعهٔ نقاشی‌ها به سرعت در حال رشد بودند، به زودی به فضای بیشتری برای ذخیره‌سازی و نمایش نیاز داشت، در سال ۱۷۴۷ میلادی از قلعهٔ درسدن به اشتال‌گبویده (ساختمان اصطبل‌های انتخاب‌گران) مجاور منتقل شد.

## آثار برجستهٔ مجموعه

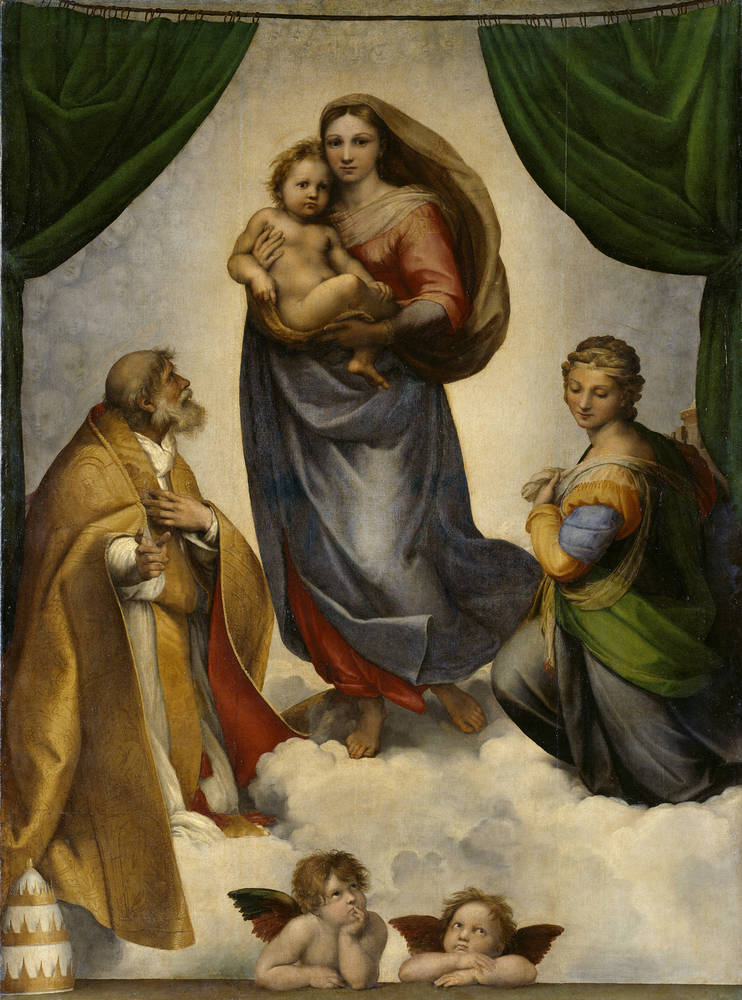
رافائل: مدونا سیستین، ۱۵۱۲ میلادی
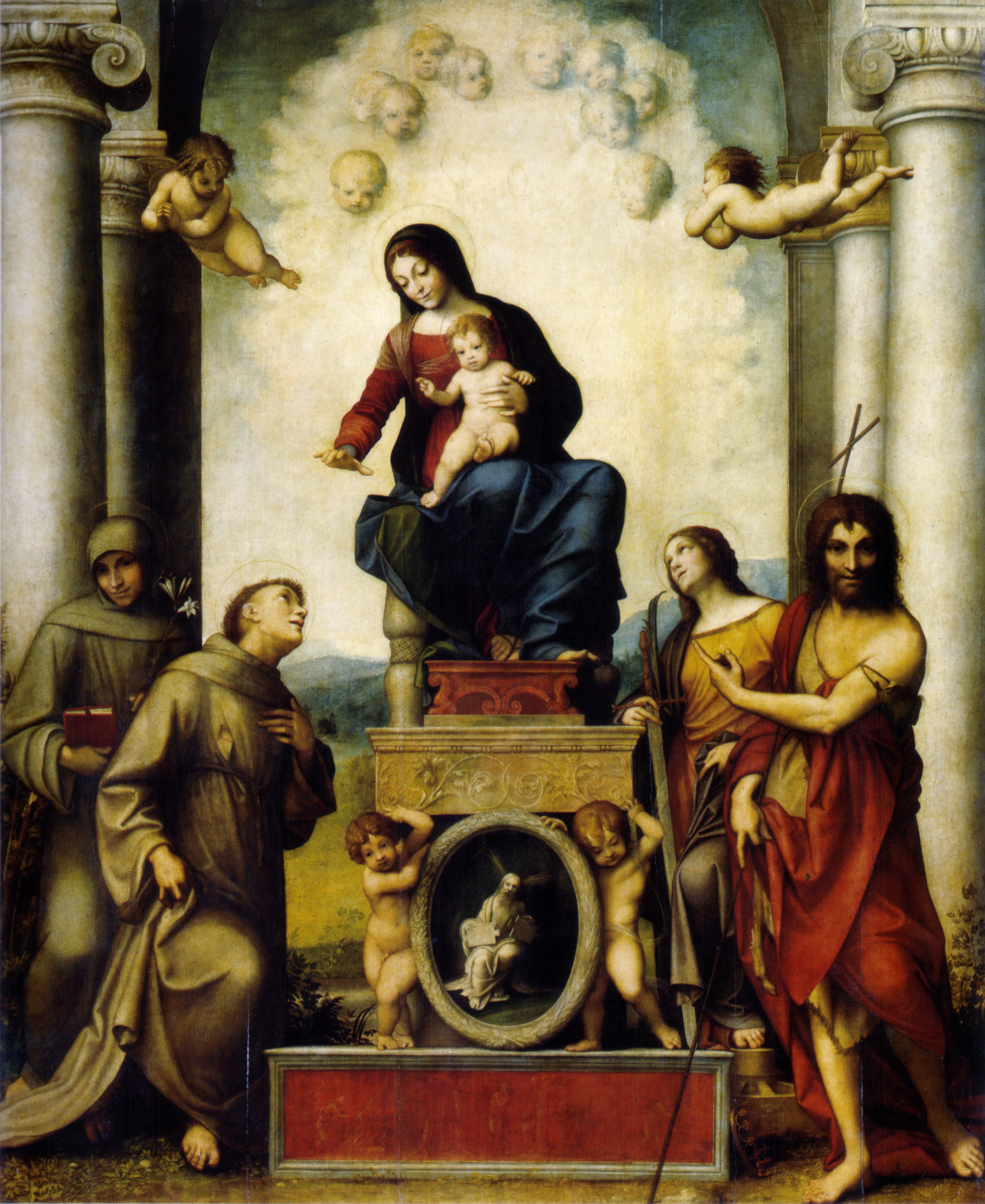
کورجیو: مدونا و کودک با سنت فرانسیس، ۱۵۱۵–۱۵۱۴ میلادی
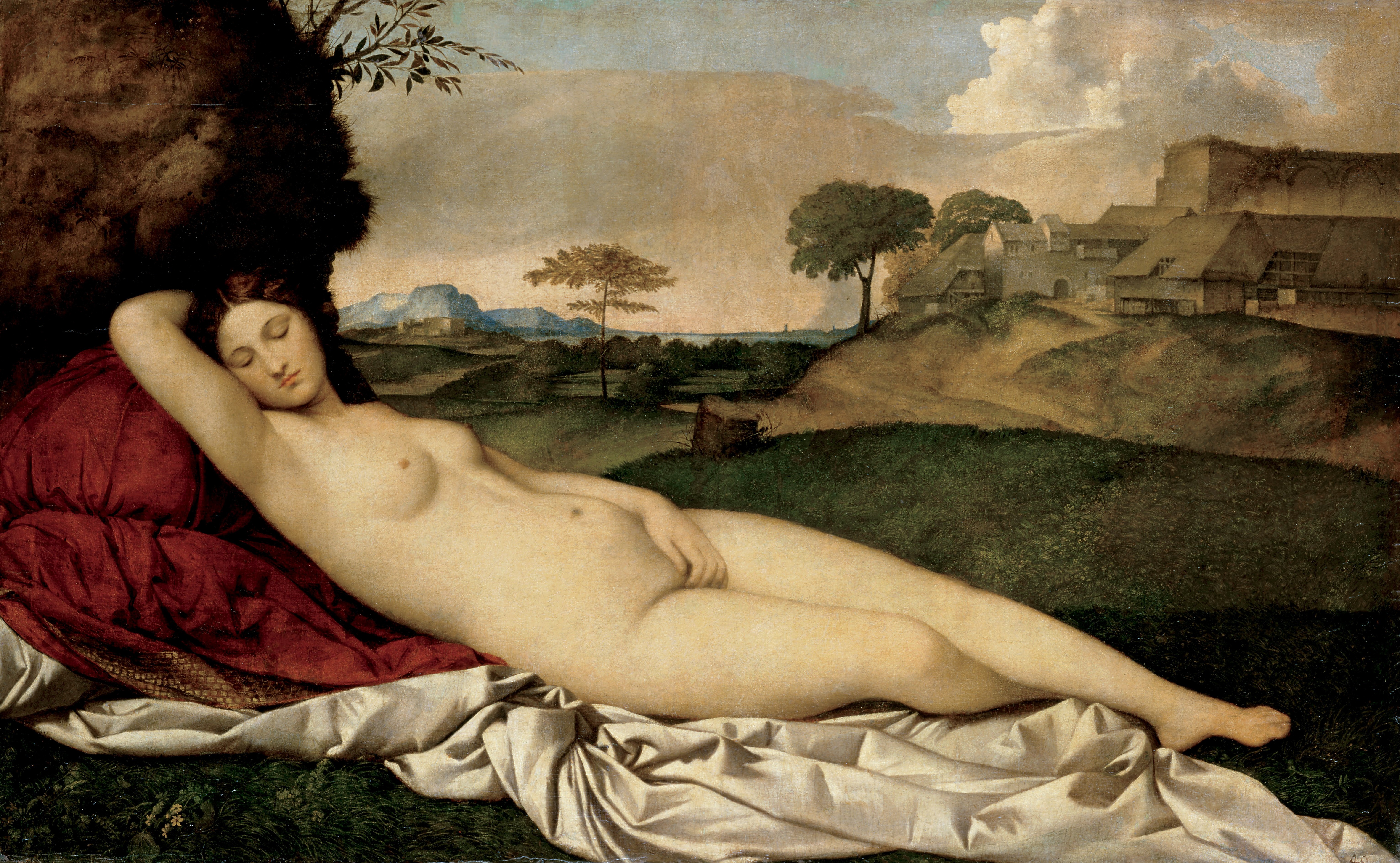
جورجیونه: ونوس خفته، ۱۰–۱۵۰۸ میلادی
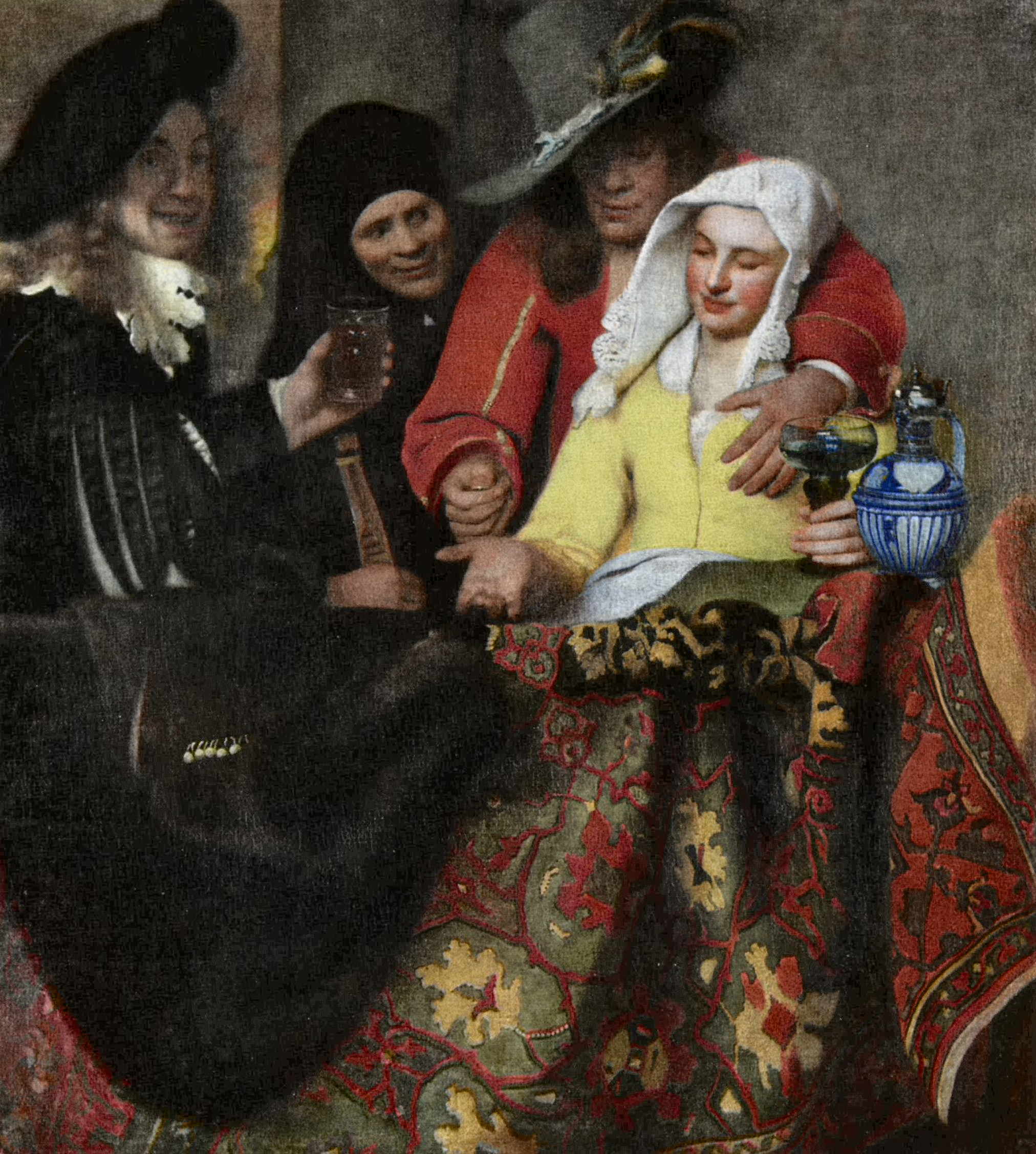
فرمیر: خواستگار، ۱۶۵۶ میلادی
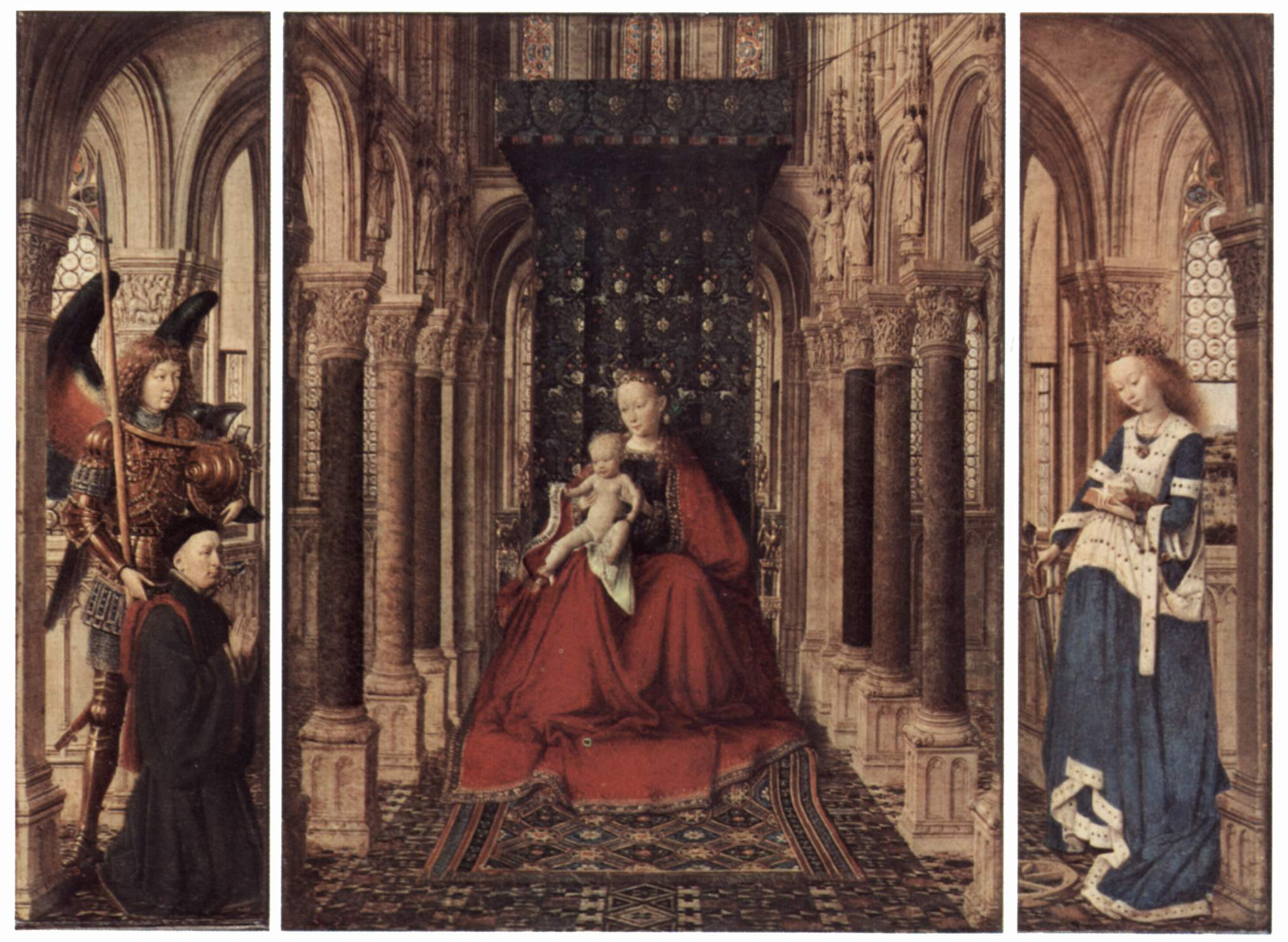
یان وان آیک: سه‌گانهٔ درسدن، حدود ۱۴۳۷ میلادی
تیسین: پول خراج، حدود ۱۵۱۶ میلادی
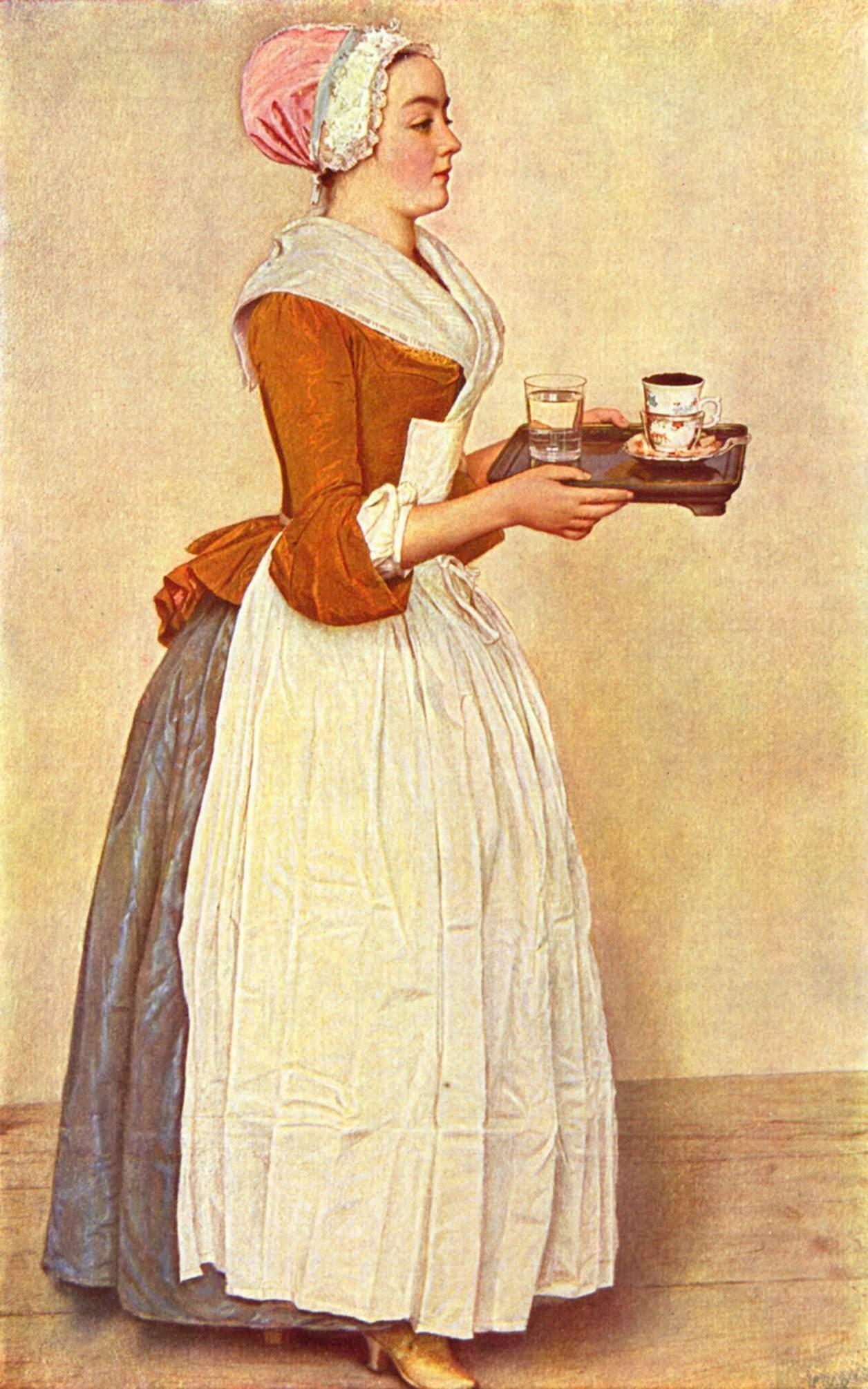
ژان-اتین لیوتار: دختر شکلاتی، ۴۵–۱۷۴۴ میلادی
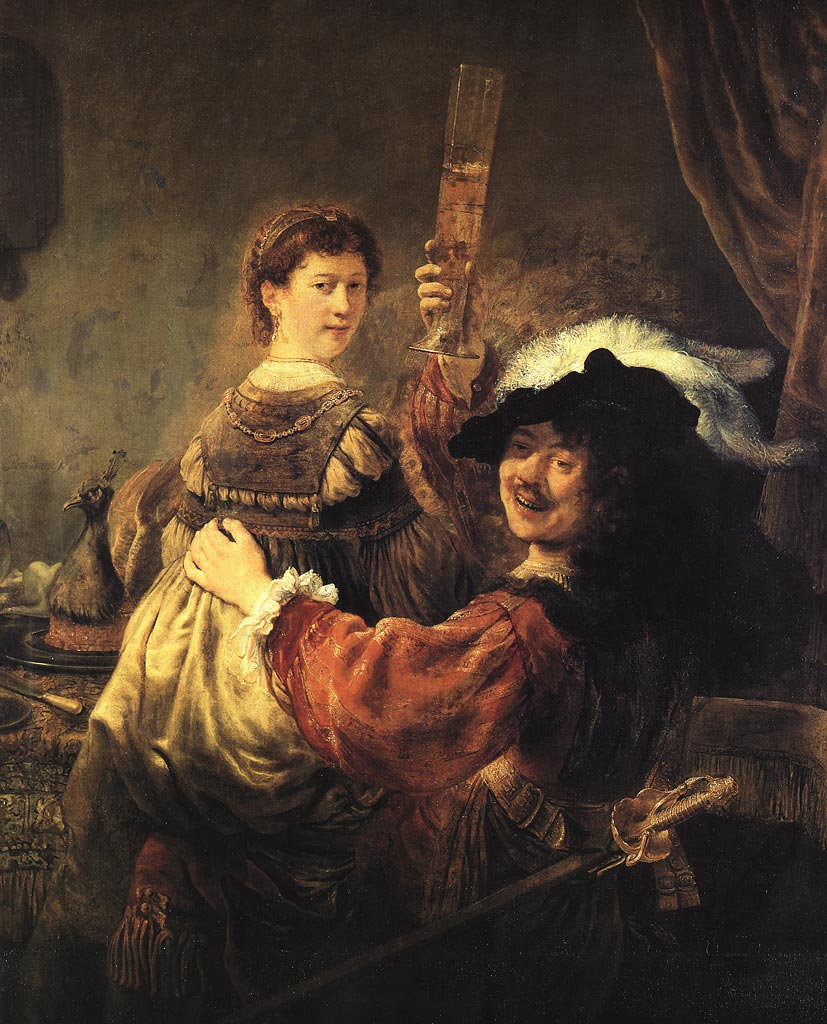
رامبرانت فان راین: پسر ولخرج در فاحشه‌خانه، ۱۶۳۵ میلادی
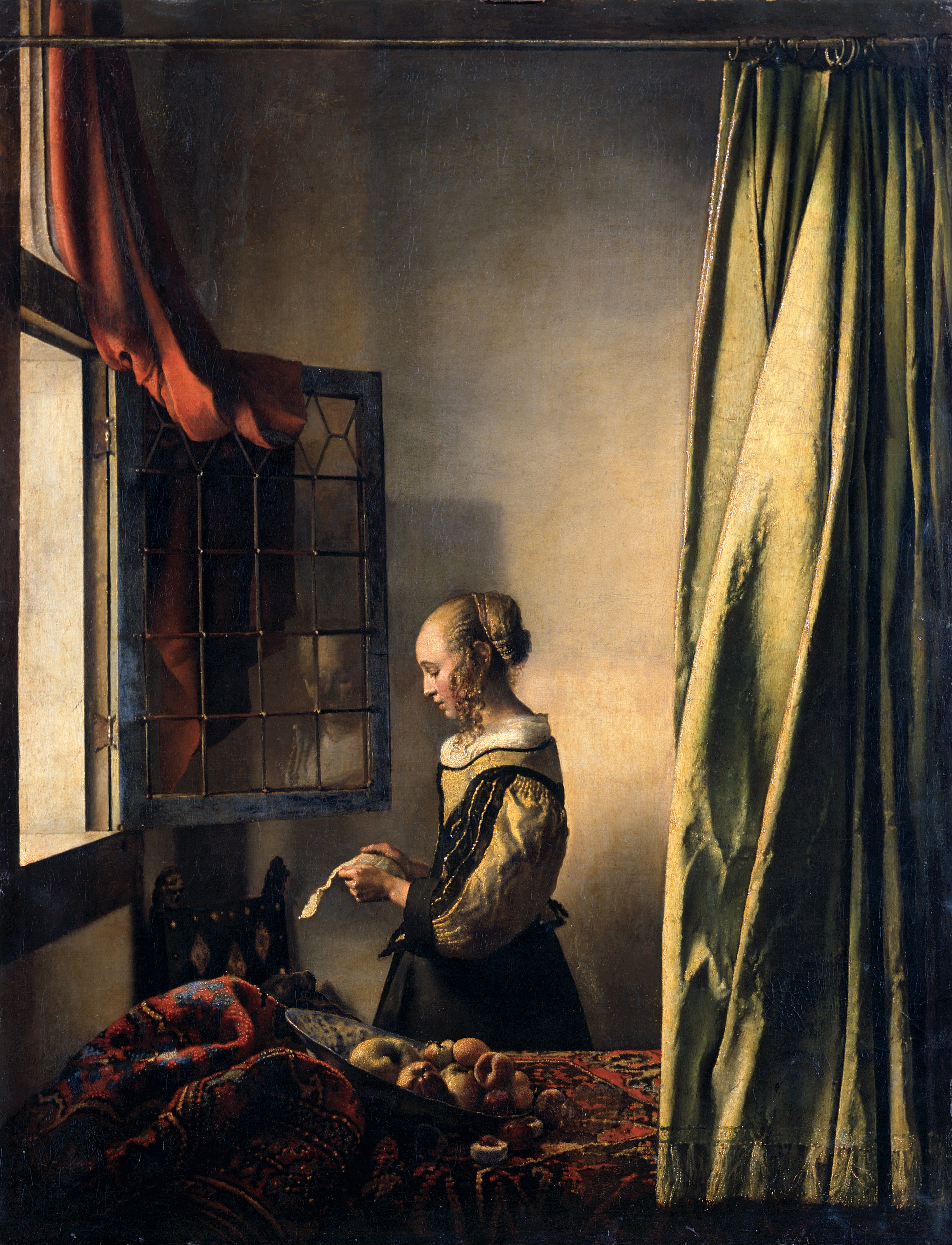
یوهانس فرمیر: دختری در حال خواندن نامه‌ای رو به یک پنجرهٔ باز، حدود ۱۶۵۹ میلادی؛ پیش از بازسازی سال ۲۰۲۱ میلادی
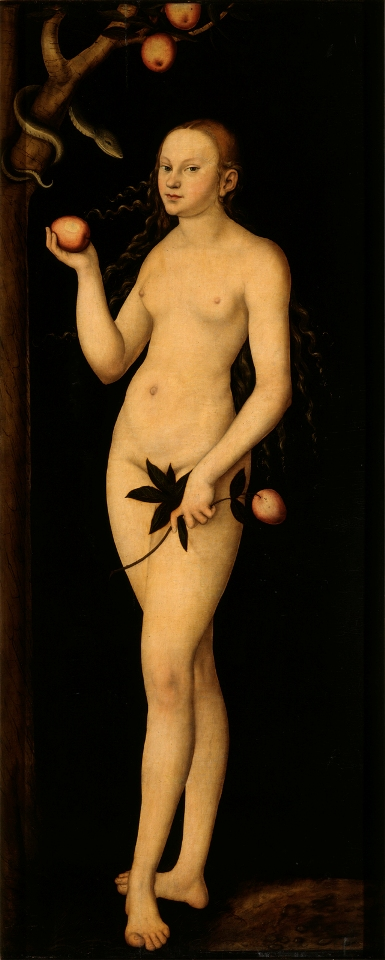
لوکاس کراناخ پدر: حوا، ۱۵۳۱ میلادی
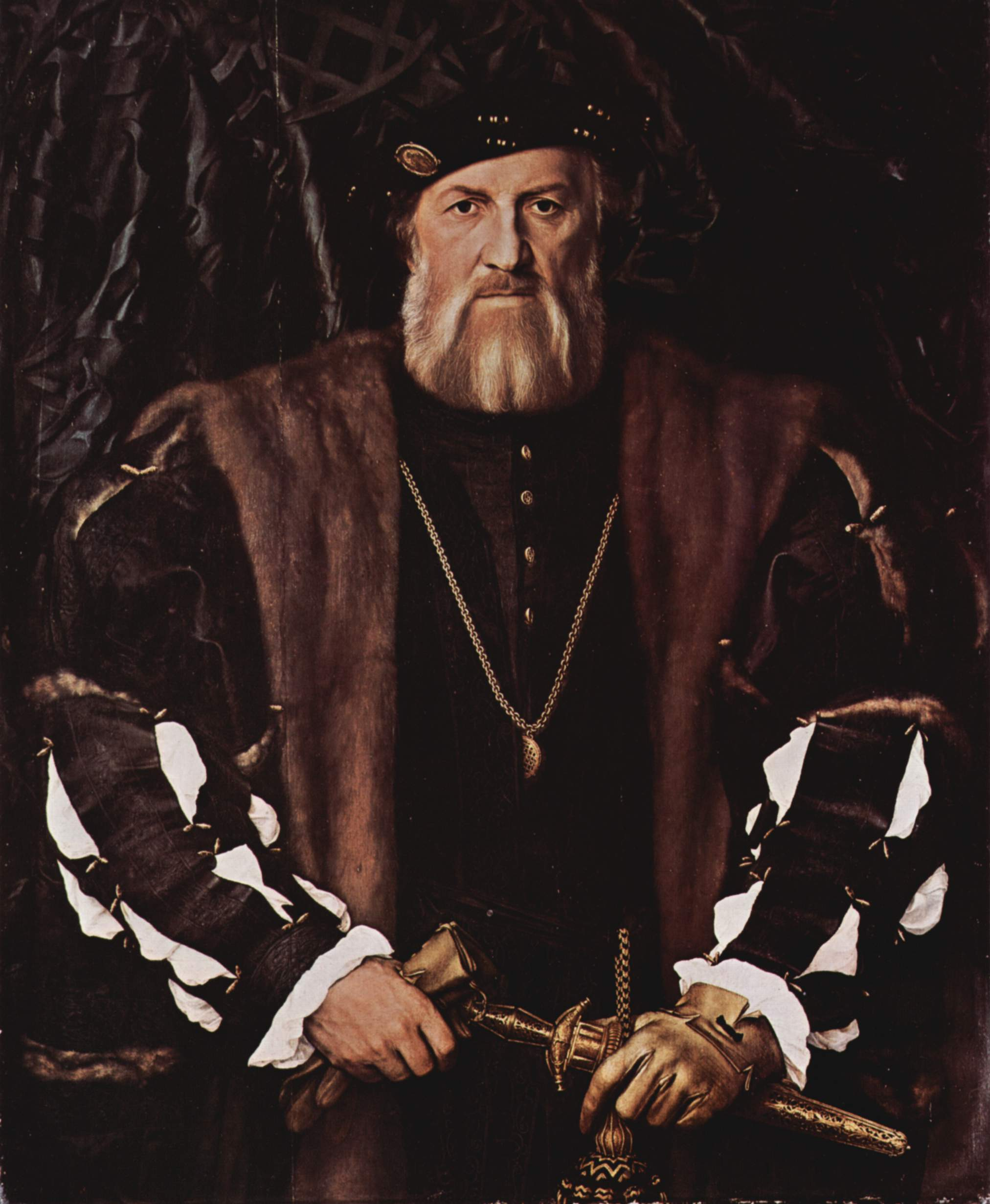
هانس هلباین پسر: شارل دو سولیه، کنت دو مورت، (زادهٔ ۱۴۸۰/۸۱ میلادی - درگذشتهٔ ۱۵۶۴ میلادی)، ۳۵–۱۵۳۴ میلادی
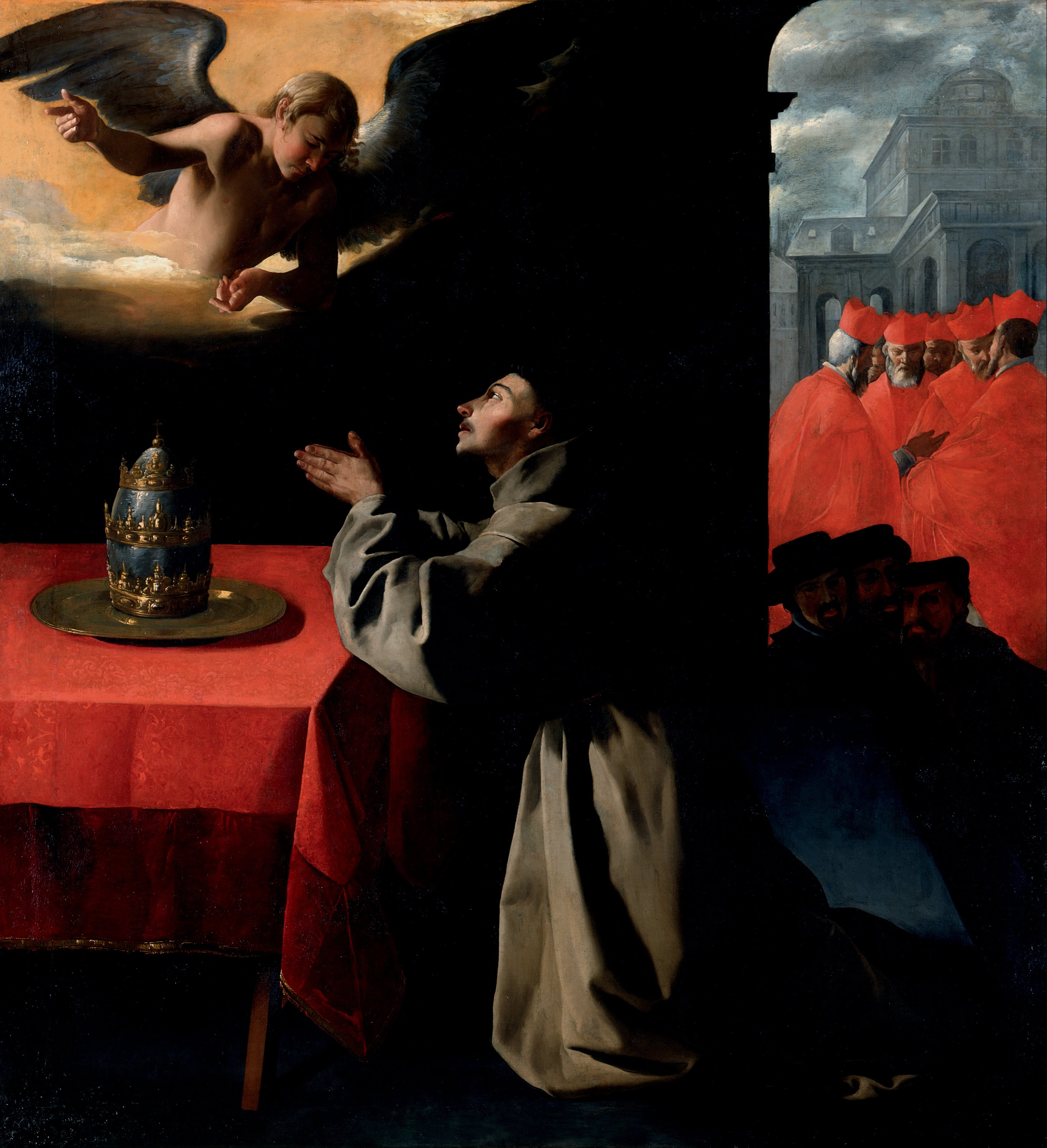
فرانسیسکو دی زورباران: سنت بوناونتور در نماز، ۲۹–۱۶۲۸ میلادی
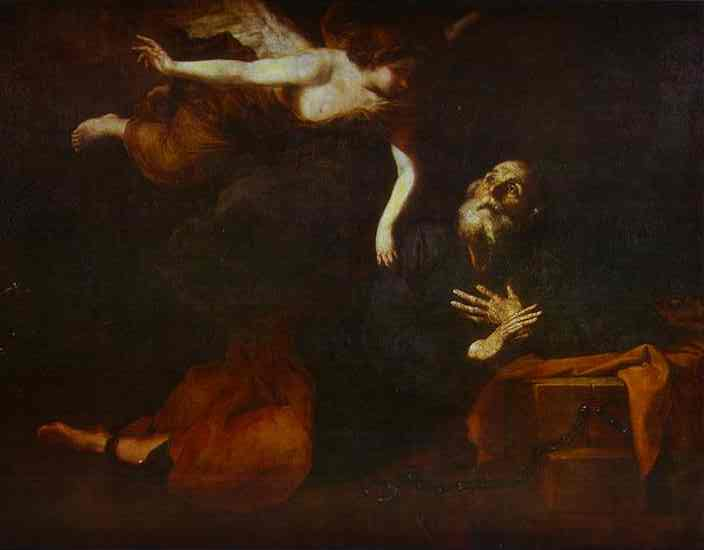
جوزپه دی ریبرا: رهایی سنت پیتر از زندان، ۱۶۴۲ میلادی
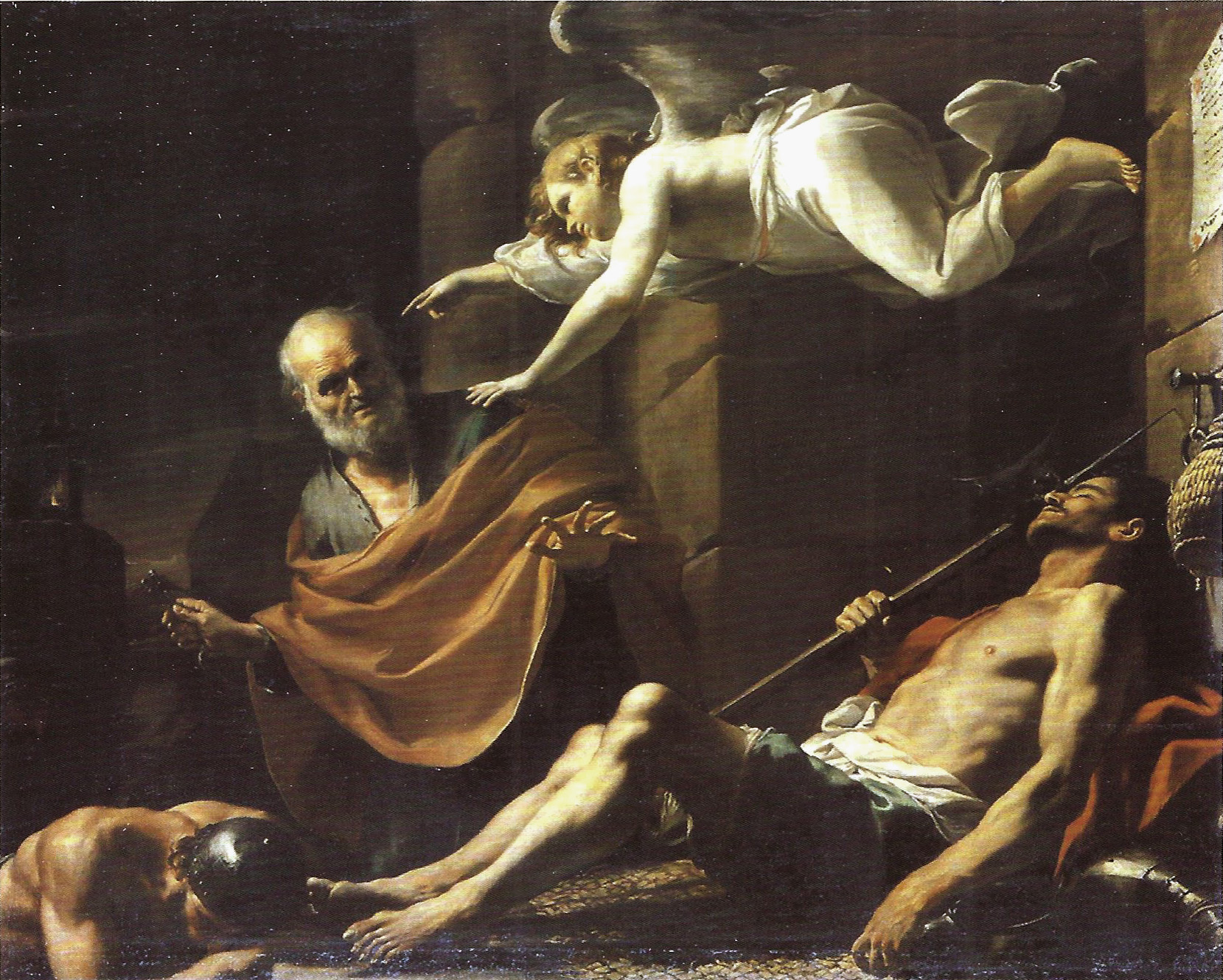
ماتیا پرتی: رهایی سنت پیتر از زندان، ۱۶۵۰ میلادی
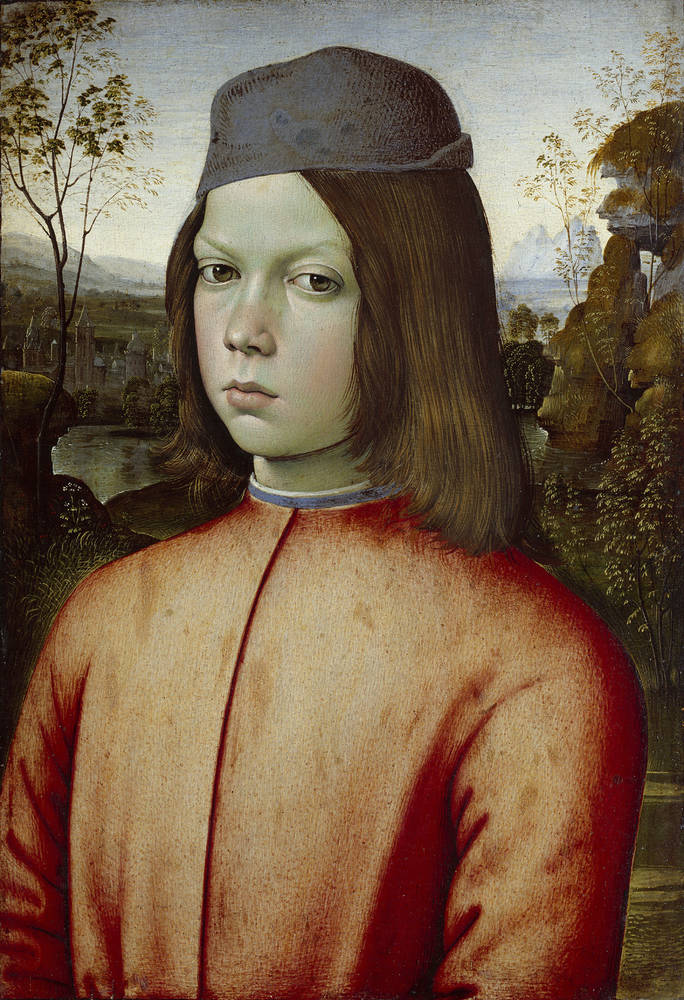
پینتوریکیو: پرترهٔ یک پسر، حدود ۱۵۰۰ میلادی
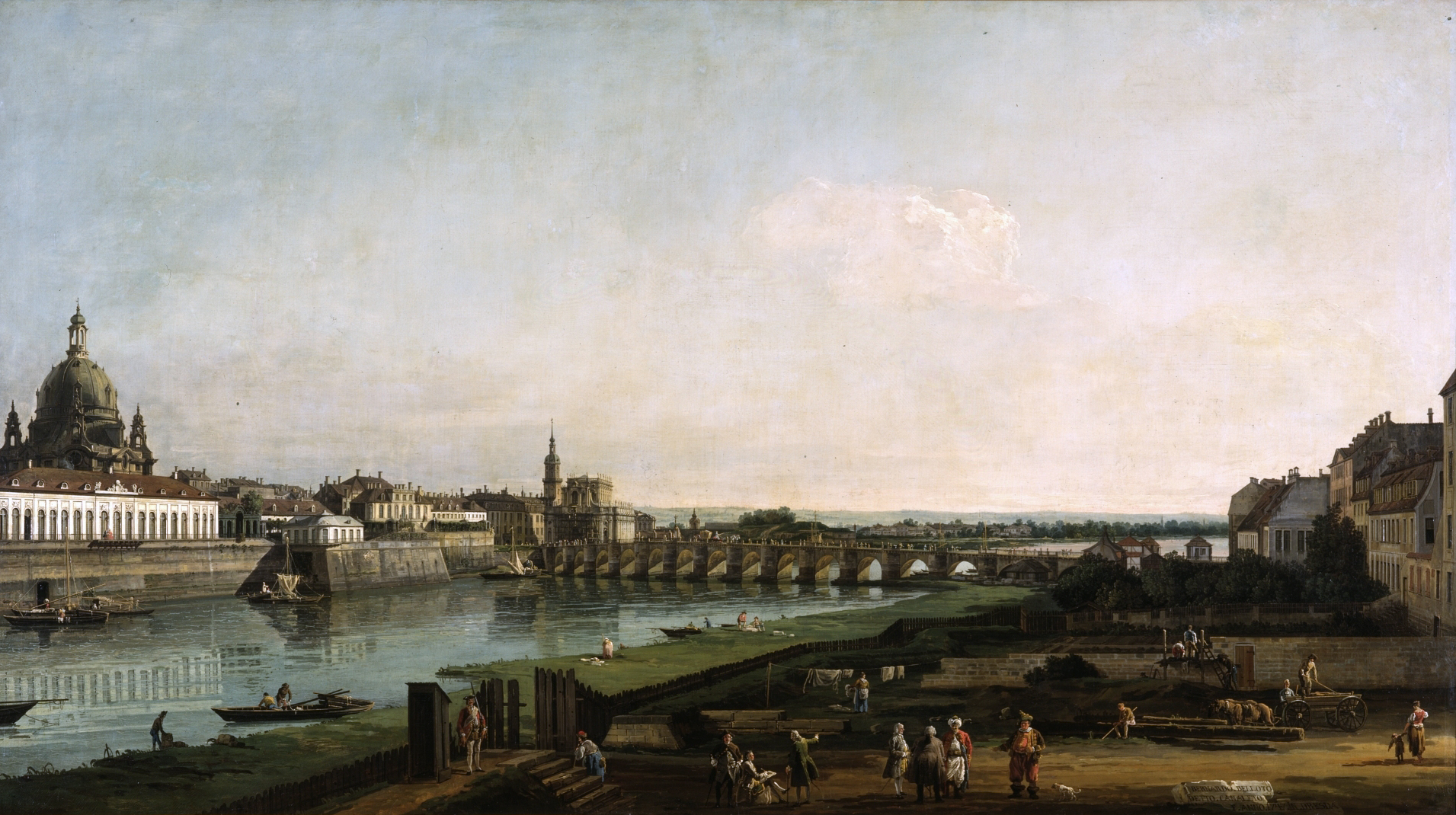
برناردو بلوتو (کانالتو): درسدن از کرانۀ راست اِلبه بر فراز پل آگوستوس، ۱۷۴۷ میلادی
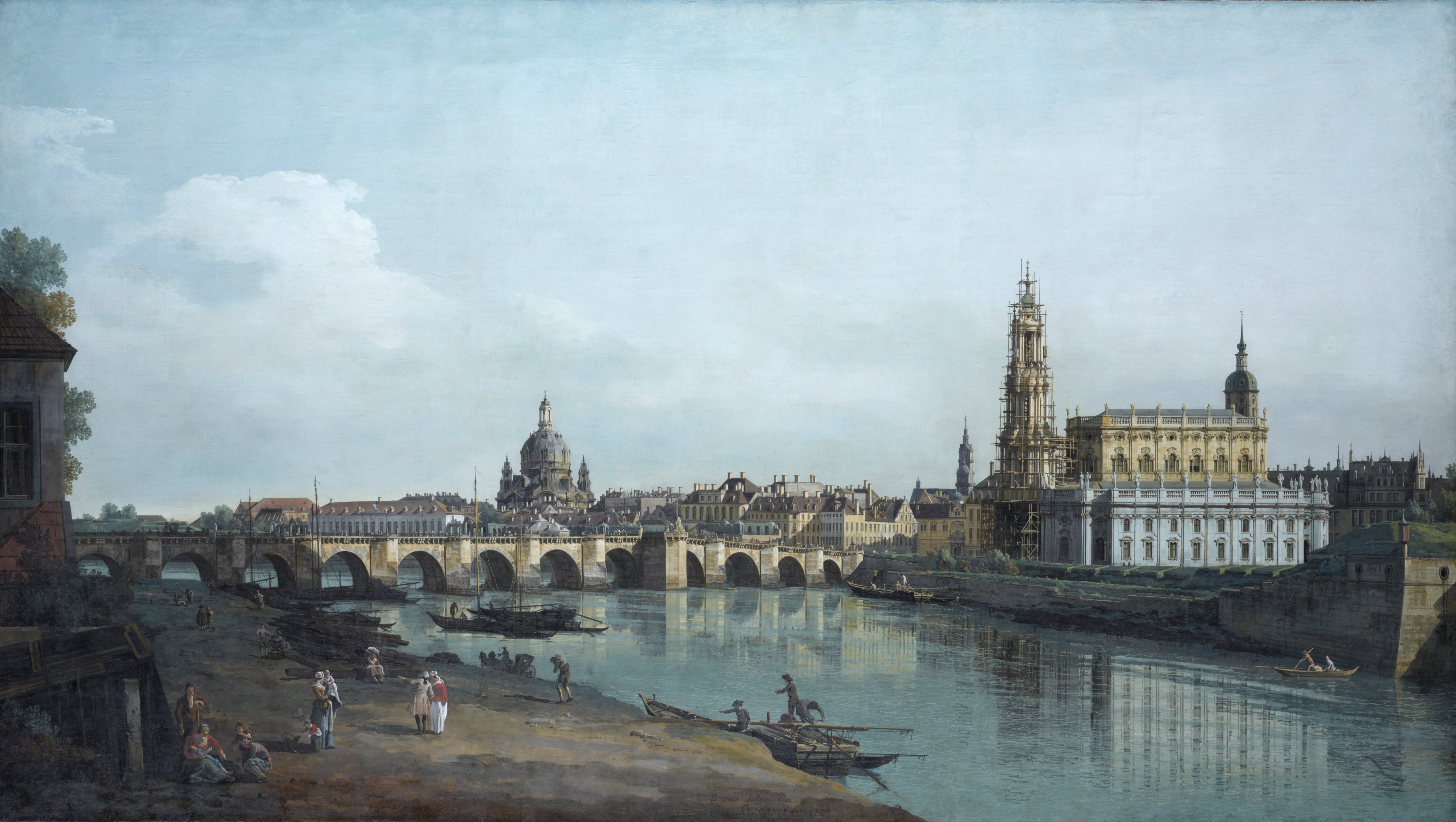
برناردو بلوتو (کانالتو): درسدن از کرانهٔ سمت راست اِلبه زیر پل آگوستوس، ۱۷۴۸ میلادی
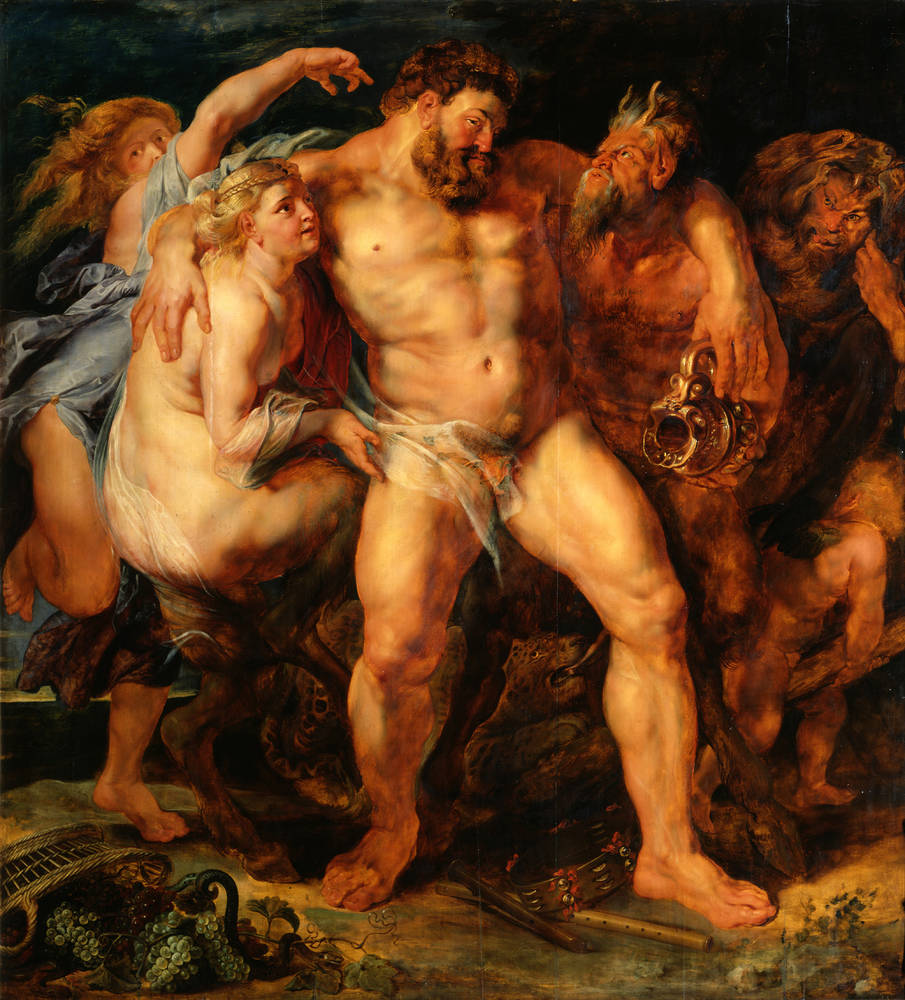
پیتر پل روبنس: هرکول مست، توسط یک نیمف و یک ساتیر هدایت می‌شود، حدود ۱۴–۱۶۱۳ میلادی
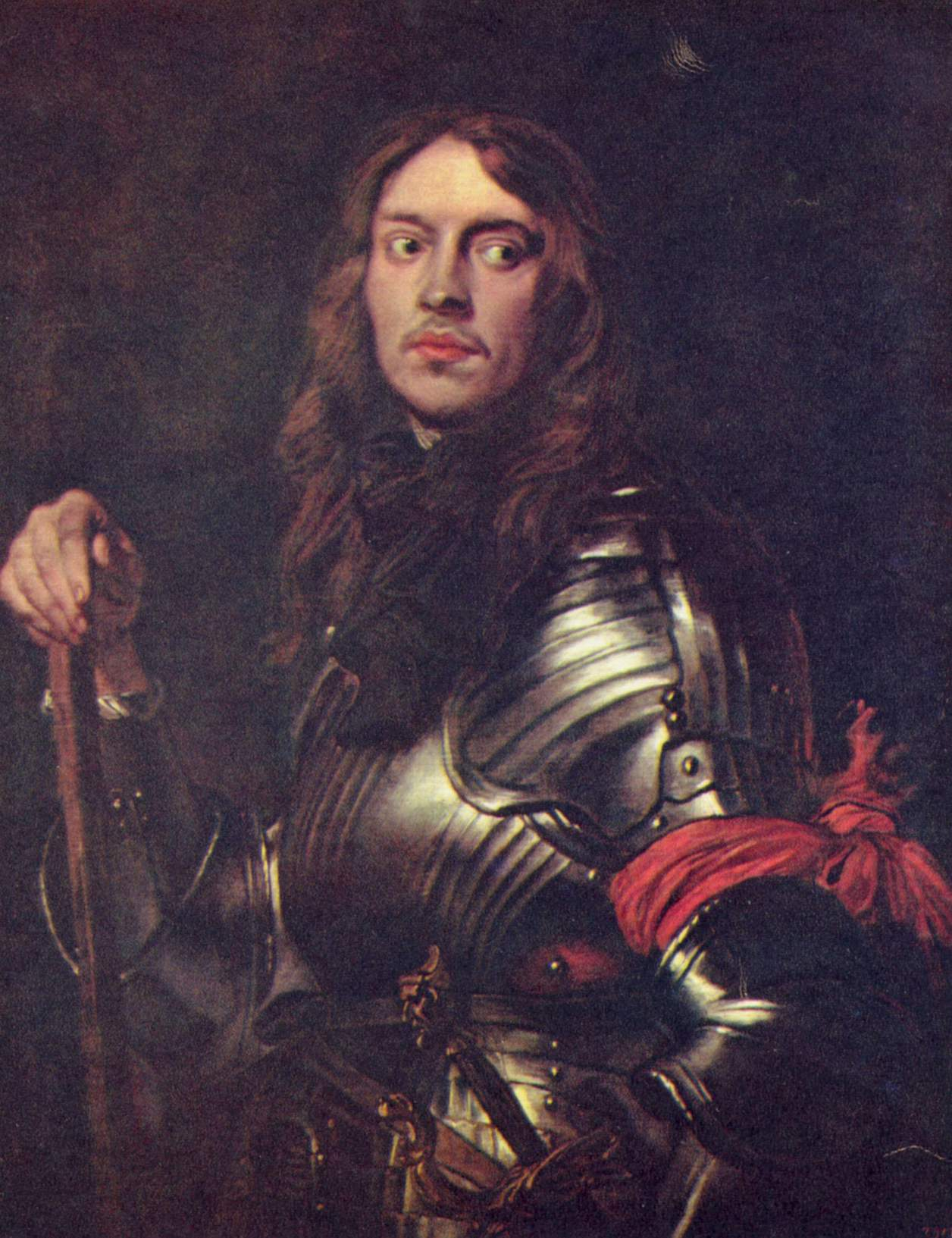
آنتونی فان دیک: پرترهٔ یک فرمانده در زره‌پوش، با بازوبند قرمز، حدود ۲۷–۱۶۲۵ میلادی
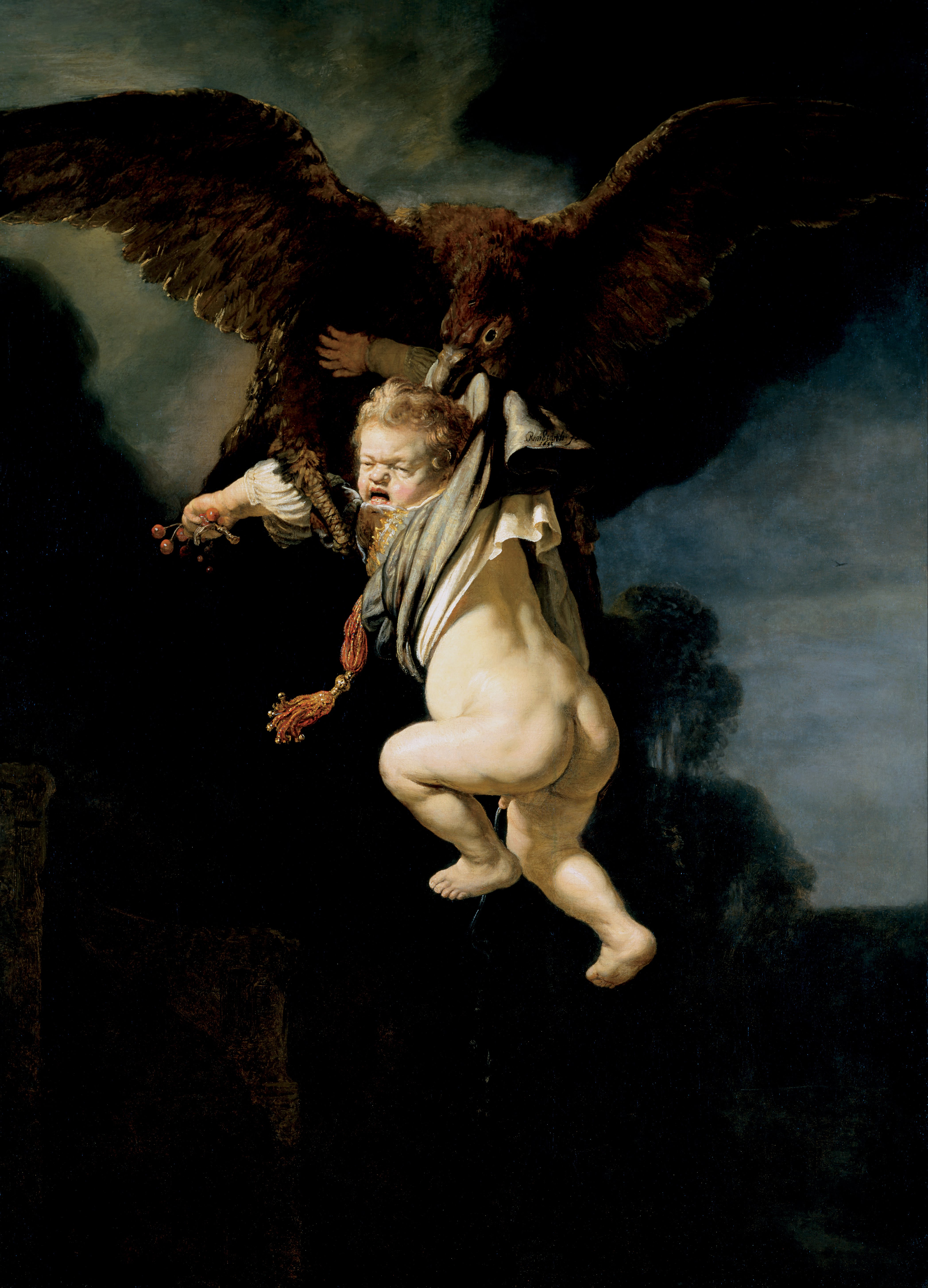
رامبرانت فان راین: ربایش گانیمده، ۱۶۳۵ میلادی
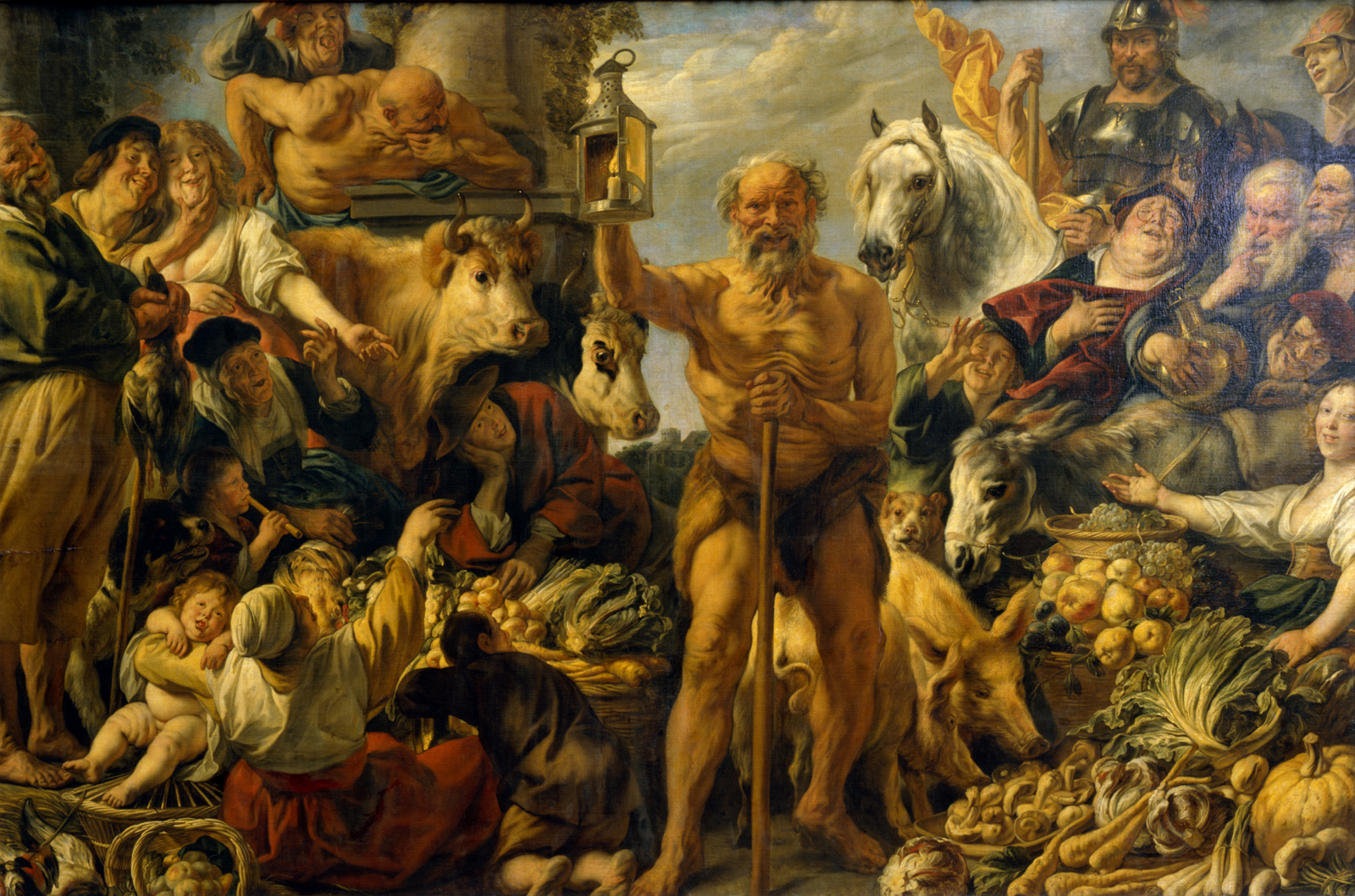
یاکوب یوردنس: دیوژن در جستجوی یک مرد صادق، حدود ۱۶۴۲ میلادی
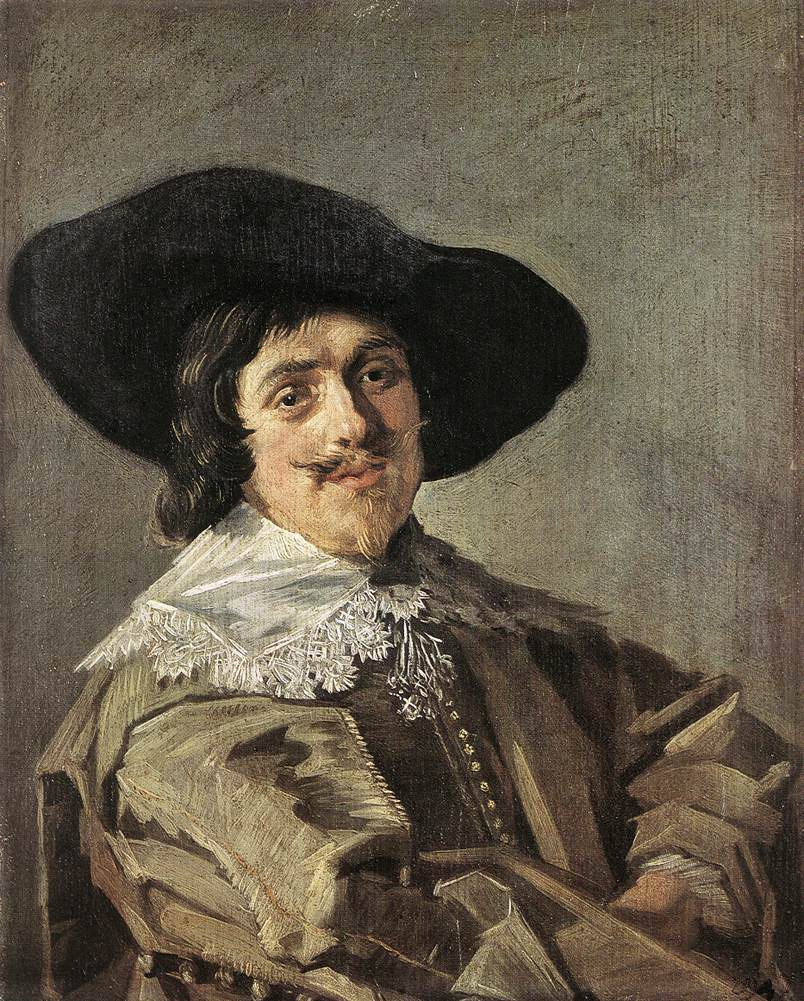
فرانس هالس: پرترهٔ مردی با ژاکت خاکستری مایل به زرد، حدود ۱۶۳۳ میلادی